# لویی‌ویل (جورجیا)
لویی‌ویل (به انگلیسی: Louisville) یک شهر در شهرستان جفرسون واقع در ایالت جورجیا در ایالات متحده آمریکا با جمعیت ۲٬۷۱۲ نفر است.

## موقعیت جغرافیایی
موقعیت جغرافیایی شهرها و مناطق اطراف به شرح زیر است: